# Tao II
Tao II o Taa II ('Thot és el gran') fou rei de la dinastia XVII de l'antic Egipte.
El seu nom de regne fou Sekhenenre, 'El que atura com Ra'; el seu nom d'Horus fou Khaemtawy o Khaemuaset. Era fill de Tao I i de la reina Tetisheri. És possible que estiguera casat amb ses germanes Ahhotep I, Inhapy i Sitot. Va tenir alguns fills: Ahmose I, Ahmose (2 més),
Ahmose-Henuttamehu, Ahmose-Henutemipet (?), Ahmose-Nebetta (?), Ahmose-Nefertari (I), Ahmose-Sipair, Ahmose-Tumerisy (?), Binpu (?), Chuiu (?) i Meritamon.

Fou un rei guerrer que va fer la guerra als hicsos. Una carta d'Apepi diu que el molesten els sorolls del seu hipopòtam a Tebes (a 800 km); probablement, aquestos sorolls són un fet religiós o tenien alguna relació amb un conflicte entre els dos estats (més probable que acceptar la literalitat o que Apepi s'hagués tornat boig).

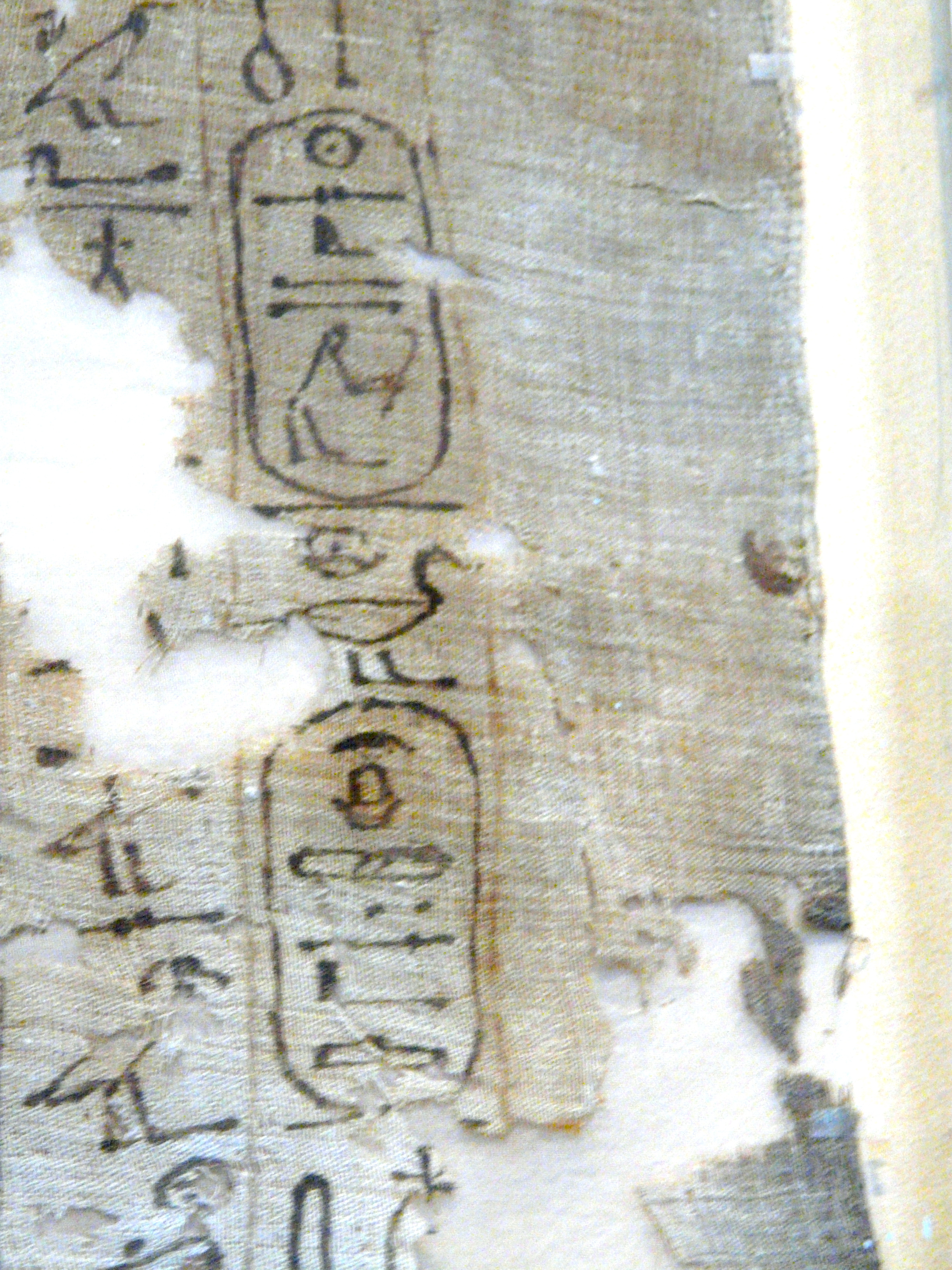
Fragment del document que explica la mort de Tao II

La seva campanya militar va obtenir alguns avançaments, però no fou ni de bon tros concloent. Va morir durant la campanya i la seva mòmia (DB320), que fou trobada a Tebes, va mostrar una mort violenta, a la guerra probablement.
Va regnar uns quatre anys fins al tomb del 1555 aC. Fou enterrat a Dra Abu al-Naga. El va succeir el seu probable fill Kamose, que va seguir la campanya militar.
Queden moltes restes d'aquest faraó, entre aquestes el seu sarcòfag, una estàtua (al Museu del Louvre), una estela, i algun document literari sobre la seva guerra amb els hicsos. El seu nom s'esmenta als temples de Deir al-Bari, Karnak i a les tombes de la vall dels nobles de Tebes, i en nombroses tombes reials o privades de l'àrea tebana.